# Oxwich

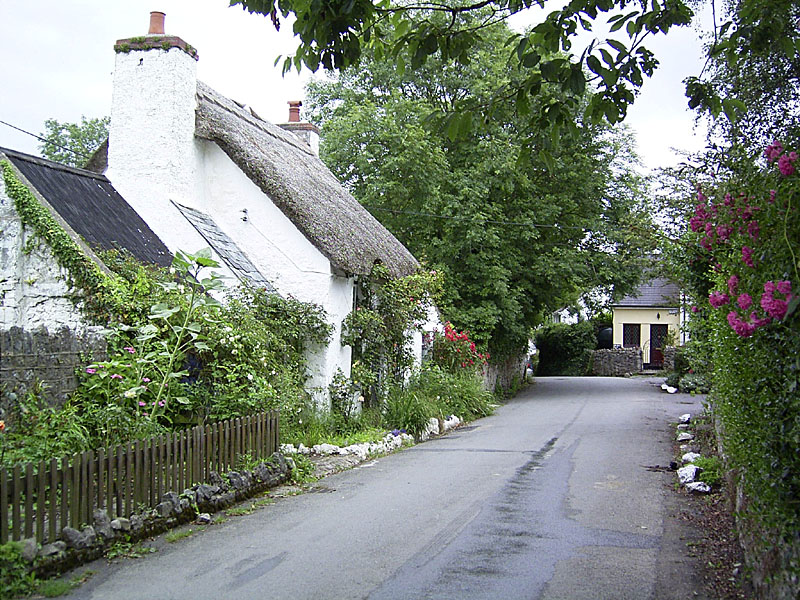
Dorfstraße in Oxwich

Oxwich ist einer der bekanntesten Orte auf der Halbinsel Gower in Süd-Wales. An der Südküste der Halbinsel an der Oxwich Bay gelegen und mit nur wenigen hundert Einwohnern hat sich Oxwich trotz der Besucherströme seinen Charakter als idyllisches Dorf weitgehend erhalten. Oxwich verfügt über eine größere Ferienhaus-Anlage sowie über Vielzahl von einzelstehenden Ferienhäusern, die über eine größere Fläche in und um den Ort herum verstreut liegen, sowie über einen Wohnwagen-Park am nördlichen Rand des Ortes. Der Ortskern als solcher mit seinen alten reetgedeckten Cottages und Fachwerkhäusern ist jedoch wenig von der Moderne beeinflusst, so dass der Charakter eines alten walisischen Örtchens überwiegend erhalten geblieben ist.

## Bedeutung als Ferienort
Die Bedeutung von Oxwich als Ferienort entsteht hauptsächlich durch den über zwei Kilometer langen Strand an der Oxwich Bay, an den sich östlich die Strände von Three Cliffs und Pobbles Bay anschließen. Durch die starke Frequentierung, zum größten Teil Tagesbesucher aus Swansea und auch Cardiff, hat der Ort und der Strand eine touristische Ausprägung wie nur wenige Orte auf Gower. Auch eines der größten Hotels auf Gower, das Gower Bay Hotel, findet sich direkt am Strand gelegen. Hier sind auch Möglichkeiten zum Wassersport wie Surfen und Segeln gegeben. Lässt man den ersten Abschnitt des Strandes am Parkplatz hinter sich und orientiert sich mehr in Richtung Three Cliffs, kann man selbst an warmen Sommerwochenenden ruhige und saubere Stellen zum Baden finden. Durch den flachen Verlauf des Strandes ins Meer ist Oxwich insbesondere für Familien mit Kindern geeignet und stark genutzt. Die große Anzahl an Besuchern ermöglicht in Oxwich auch eine touristische Infrastruktur zur Verpflegung mit Essen und Trinken.

## Weitere Besonderheiten

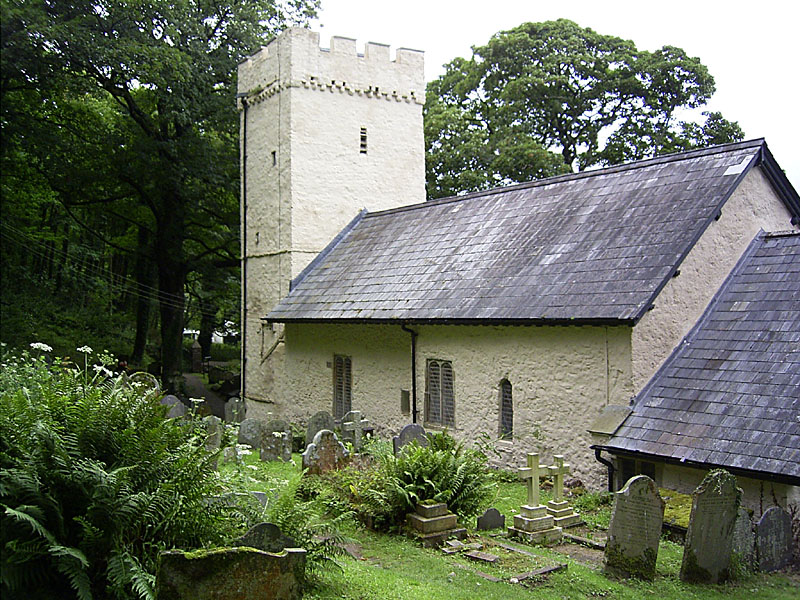
Sankt-Illtyd-Kirche in Oxwich

Sehenswert in Oxwich sind weiterhin die aus dem 13. und 14. Jahrhundert stammende Kirche St. Illtyd, als auch das am Hang gelegene Oxwich Castle, ein Herrenhaus aus dem 16. Jahrhundert, das besichtigt werden kann. Das im etwa 1,5 km nördlich gelegenen Dorf Penrice gelegene Penrice Castle, von der Landstraße A4118 zu sehen, ist nicht mehr zugänglich, da stark verfallen und auf privatem Grund.
Über Baden und Wassersport hinaus bietet sich Oxwich als Ausgangspunkt für zahlreiche Wanderung auf der Halbinsel an. So führen ausgeschilderte Wanderwege nach Westen bis nach Port Eynon und Rhossili, in nördliche Richtung bis nach Burry Green und weiter bis Llanmadoc. In östliche Richtung sind Wanderungen über Nicholaston, Southgate und Caswell bis Mumbles und Swansea möglich. Durch die regelmäßigen Busverbindungen aus allen Richtungen, die zu einem großen Teil über Oxwich führen, sind so auch ausgedehnte Tagestouren möglich, die wieder in Oxwich enden.